# 電脳炎
『電脳炎』（でんのうえん）は唐沢なをき作のギャグ4コマ漫画。小学館の漫画雑誌「ビッグコミックオリジナル」にて連載された。

## 概要
『ビッグコミックオリジナル増刊』1997年5月号に読み切りとして掲載され、『ビッグコミックオリジナル』本誌6月20日号より連載開始。2007年8月5日号にて完結。
パソコンやITにまつわる当時のニュースや話題、それらにはまっている人、嫌いな人、振り回される人、利用する人、破壊する人などの生活や日常や事件を描く。
2000年、第46回文藝春秋漫画賞を受賞。選考委員たちからは、「パソコンの解らない人には面白さが解らない」と評価されたものの受賞した。

## 主な登場人物
課長
最も登場頻度が高い、実質的主人公。パソコンが大嫌いで、会社や生活の急速な電子化に翻弄される。パソコンが苦手なところは作者がモデルとなっている。
OA仮面
現代のハイテク社会でいい気になっている人がいると、どこからともなくやって来て、文字通りの意味で鉄槌を下す怪人。「OA」とはオフィス・オートメーションの略で、連載開始当時に流行していた言葉。

## 単行本
第3巻までは、「ウィン版」及び「マック版」と称した2種類が刊行された。漫画本編は全く同一で、巻末のパソコンに関するコラムページの内容が異なる。第4巻以降は1種類のみ刊行され、「ハイブリッド版」と表記されている。4コマ漫画という形式のため、一般的な単行本より細長い新書サイズである。
刊行は第6巻までで中断されている。
1. 1999年3月発売 ウィン版 ISBN 4091857965 / マック版 ISBN 4091857914
2. 2000年2月発売 ウィン版 ISBN 4091857973 / マック版 ISBN 4091857922
3. 2001年7月発売 ウィン版 ISBN 4091857981 / マック版 ISBN 4091857930
4. 2003年5月発売 ISBN 4091857949
5. 2004年6月発売 ISBN 4091857957
6. 2005年10月発売 ISBN 409185799X